# Karakum

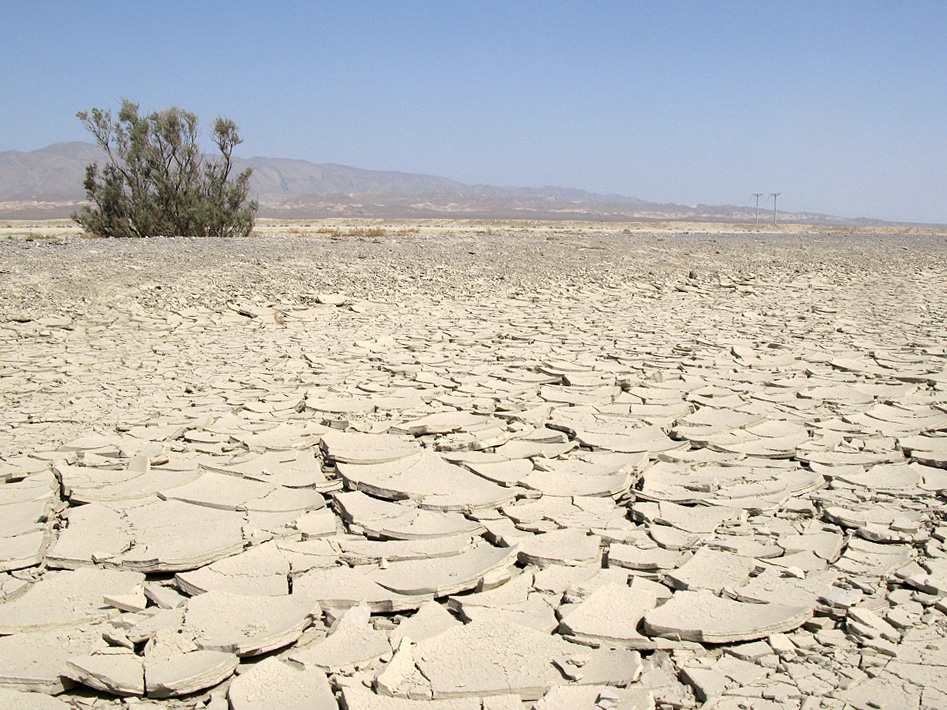
El desert de Karakum.

El Karakum, paraula turquesa que significa 'sorra negra' (en turcman, Garagum; en uzbek, Qoraqum; en rus, Каракумы, Karakumi) és un desert de l'Àsia central situat entre el riu Amudarià i l'altiplà d'Ustiurt (ocupa el 70% de la superfície del Turkmenistan). S'anomena així per oposició al Khizilkhum ('sorra vermella'), que és el desert situat entre els rius Sirdarià i Amudarià. La seva superfície és d'uns 300.000 a 350.000 km² i és completament desolat (més que el Khizilkhum); al nord del riu Sirdarià, unes bandes de sorra que van fins a Xalkar són anomenades el Petit Karakum, que fou segurament el lloc on Juwayní situa el grup turc dels kanklis.

## Localització

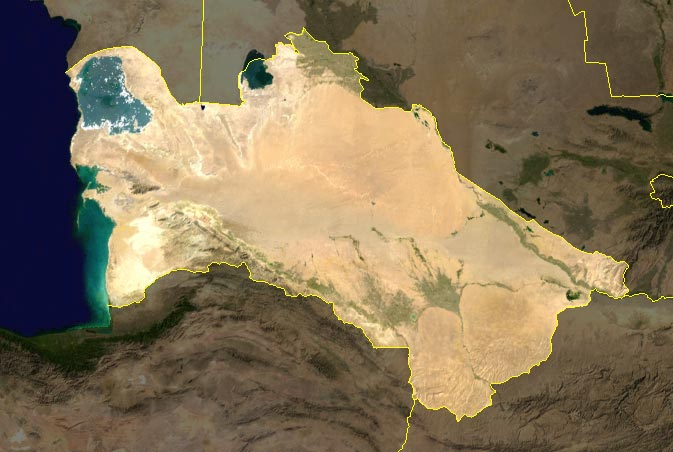
Imatge de satèl·lit del Turkmenistan, on el desert de Karakum ocupa la major part del país.

El desert es troba a l'est de la mar Càspia, amb la mar d'Aral al nord i el riu Amudarià i el desert de Khizilkhum al nord-est. La superfície del desert ha augmentat amb l'àrea que s'ha anat assecant de la mar d'Aral.
Un gran canal d'irrigació (el canal del Karakum) travessa el desert. El canal, començat el 1954, fa 1.375 km de llarg i porta entre 13 i 20 km³ d'aigua cada any.

## Economia
S'utilitza encara avui dia com a terreny de pastura per a camells i cabres. Des del 1883-1886, va quedar tallat al sud per una via fèrria entre Krasnovodsk i Türkmenabat (Lèninsk del 1924 al 1927 i Txardjou des del 1927 a 1999) i, des del 1962, per un canal que –a través de Marí, el delta del Tedjèn i Aşgabat– va des del riu Amudarià, prop de la frontera amb l'Afganistan, fins a les muntanyes Köpet Dag.
Als oasis de Marí i Tedjèn s'hi fa cotó. Hi ha jaciments de petroli i de gas.

## Transport
El travessa la línia del ferrocarril Transcaspià.